# Congregación de Santa Rosa de Lima de Hawthorne
La Congregación de Santa Rosa de Lima de Hawthorne es una congregación religiosa católica femenina, de vida apostólica y de derecho pontificio, fundada en 1900 por la religiosa estadounidense María Alfonsa Hawthorne, en la localidad de Hawthorne (Nueva York). A las religiosas de este instituto se les conoce como Hermanas Dominicas de Santa Rosa de Lima o simplemente como dominicas de Hawthorne. Sus miembros posponen a sus nombres las siglas O.P

## Historia

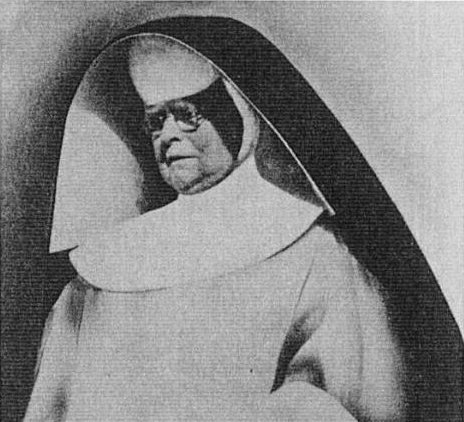
María Alfonsa Hawthorne (1851-1926), más conocida como Madre María Alfonsa, fundadora de la comunidad, es considerada sierva de Dios en la Iglesia católica.

La congregación fue fundada por Rose Hawthorne Lathrop, quien luego de su conversión al catolicismo (1891) y de la muerte de su marido (1898), decidió dar inicio a un instituto de mujeres dedicados a la atención de los enfermos de cáncer en Nueva York. 1900 se retiene como año de fundación, puesto que fue cuando las primeras religiosas tomaron el hábito como terciarias dominicas y Hawthorne, quien en adelante se llamaría Madre María Alfonsa, fue nombrada como primera superiora.
El instituto recibió la aprobación como congregación religiosa de derecho diocesano en 1900, de parte del arzobispo Michael Augustine Corrigan, de la arquidiócesis de Nueva York. La Santa Sede reconoció el instituto como congregación religiosa de derecho pontificio.

## Organización
La Congregación de Santa Rosa de Lima de Hawthorne es un instituto religioso internacional, de derecho pontificio y centralizado, cuyo gobierno es ejercido por una priora general, es miembro de la Familia dominica y su sede se encuentra en Hawthorne (Nueva York-Estados Unidos).
Las dominicas de Hawthorne se dedican a la atención de los enfermos, es especial a los que padecen de cáncer. En 2017, el instituto contaba con 51 religiosas y 3 comunidades, presentes únicamente en Estados Unidos.